# Lassie Lou Ahern
Lassie Lou Ahern (25 de junio de 1920 – 15 de febrero de 2018) fue una actriz estadounidense. Descubierta originalmente por Will Rogers, es conocida por haber interpretado al Pequeño Harry en Uncle Tom's Cabin, además de haber hecho varias apariciones en las películas de Our Gang. junto con "Baby Peggy", Ahern se convirtió en una de las últimas sobrevivientes de la era del cine mudo en Hollywood.

## Primeros años
Ahern nació en 25 de junio de 1920 en Los Ángeles, California, hija de Fred y Elizabeth Wilson Ahern. Siendo la tercera hija de cuatro hijos, su hermana, Peggy Ahern, también se convirtió en actriz.

## Carrera
Ahern hizo su primera aparición en la película The Call of the Wild, en 1923, la película fue producida por Hal Roach. Es considerada la primera película de larga duración de Hal Roach Studios. Su hermana, Peggy Ahern, también hizo su primera aparición en la película. Fue el actor Will Rogers quién recomendo al padre de Ahern, Fred Wilson Ahern, que pusiera a Lassie y Peggy al mundo de la actuación. Llegó a hacer númerosas apariciones en los cortometrajes de Our Gang, producidos por Hal Roach Studios, incluyendo Cradle Robbers, Lassie se convirtió en uno de los últimos sobrevivientes de Our Gang members.
Antes de ser contratada por Universal Studios, Ahern trabajó como autónoma, apareciendo en varias producciones de gran alcance. Llegó a aparecer en más de 5 películas cómicas junto con Will Rogers, incluido Jubilo, Jr. (1923) y Going to Congress (1924), también llegó a trabajar con Charley Chase en Sweet Daddy (1924), The Family Entrance (1925) y His Wooden Wedding (1925). Como la mayoría de los actores infantiles, Lassie no solo tenía talento en la comedia, también en el melodrama y en escenas de acción, Cuando Ahern trabajó con Helen Holmes, Ahern, quién interpretaba a Holmes, llegó a hacer acrobacias con las que se tenía riesgo, esto se vio en Webs of Steel (1925), también en The Lost Express (1925). además de haber trabajado en series de comedia que contenían solo un carrete, su trabajo se extendió en películas independientes y en películas de primera categoría para los estudios. La versatilidad de Lassie le permitió trabajar con varios actores cinematográficos de la década: Ronald Colman y Vilma Banky en The Dark Angel (1925), John Ford en Thank You (1925), Norma Shearer y Renée Adorée en Excuse Me (1925), Leatrice Joy en Hell's Highroad (1925), Ivan Mozzhukhin (notable por hacer su única aparición en el cine estadounidense) y Mary Philbin en Surrender (1927), Jetta Goudal en The Forbidden Woman (1927), y Jobyna Ralston en Little Mickey Grogan (1927).         
En 1927, Universal Studios estaba en proceso en hacer la película Uncle Tom's Cabin. La empresa no estaba sastifecha con las audiciones de los niños en el papel del Pequeño Harry, El agente de Lassie le sugirió a la empresa para que Lassie probara el papel. La actuación de Lassie, Que involucró un compromiso de 18 meses con la filmación en el Río Misisipi, el compromiso también estuvo relacionado con Universal Studios, A pesar de esto, La actuación de Lassie terminó siendo un éxito, recibiendo críticas positivas. Sin embargo, La carrera de Lassie como actriz infantil en la era de cine mudo había terminado, siendo Little Mickey Grogan su última película muda, la película también cuenta como la única película que Lassie llegó a protagonizar en su carrera (junto con Frankie Darro). En 2016, se abrió una campaña de micromecenazgo para restaurar un proyecto de restauración de la película, En 2015, se había abrido una campaña similar para adquirir una copia digital de Little Mickey Grogan en París. Por petición de Cecil B. DeMille, se le había pedido a Ahern que hiciera una prueba de actuación para interpretar a la niña ciega de la película King of Kings, sin embargo, Ahern rechazó el papel debido a que su padre decidió sacar a sus hijas de Hollywood debido a que creía que las imágenes de la película se habían vuelto demasiado violentas. 
Durante su momento de esplendor, como señala el historiador Jeffrey Crouse, "Llegó a tener a su propio camerino, y una estrella en la puerta del camerino. Su línea de ropa había sido recibida con el nombre de su marca ('Lassie Lou Classics'), su nombre y imagen se utilizaron para respaldar marcas de ropa como los zapatos Buster Brown, los vestidos Jean Carol y y las naranjas de la compañía Sunkist".
En 1932, Lassie se asoció con su hermana Peggy y comenzaron a realizar actuaciones, entre ellas el baile, canto, acrobacias y el uso de instrumentos. El dúo, de nombre "The Ahern Sisters," Principalmente tocaba en clubes nocturnos y en hoteles. Señalan que "Mientras Peggy se retiraba completamente de la actuación, Lassie había vuelto a Hollywood en 1941 junto con su esposo Johnny Brent, un ex-baterista de Dixieland con quién se casó en 1938, Brent llegó a trabajar como músico de orquesta en varios estudios. Ahern apareció como bailarina en City of Missing Girls (1941) y en los primeros musicales de Donald O’Connor, Top Man y Mister Big, ambos musicales fueron hechos en 1943 y Patrick the Great en 1945), llegó a hacer un papel menor junto con George Cukor en Gaslight (1944). Su hermano Fred había iniciado en la industria del cine, trabajando principalmente como diseñador en la producción de Alfred Hitchcock. Lassie trabajó como profesora de danza en Ashram Health Spa , ubicado en San Diego, donde varios actores llegaron a ser sus estudiantes, incluyendo Renée Zellweger. Durante la década de 1970, llegó a hacer varias apariciones en el programa de televisión The Odd Couple.

## Últimos años y muerte
Ahern murió en Prescott (Arizona), el 15 de febrero de 2018, tras haber tenido complicaciones contra la gripe En el momento de su muerte, Ahern se había convertido en uno de los últimos sobrevivientes de la serie Our Gang. Diana Serra Cary, conocida principalmente por ser la última sobreviviente del cine mudo, murió el 24 de febrero de 2020.

## Filmografía
| Año  | Título                | Papel                                             | Referencias |
| ---- | --------------------- | ------------------------------------------------- | ----------- |
| 1923 | Call of the Wild      | Bebe                                              | [ 12 ]      |
| 1923 | Derby Day             | Niña siendo aplaudida por una banda               | [ 12 ]      |
| 1924 | Robes of Sin          | Bebe                                              | [ 13 ]      |
| 1924 | That Oriental Game    |                                                   | [ 12 ]      |
| 1924 | Cradle Robbers        | Niña en el ático                                  | [ 12 ]      |
| 1924 | Jubilo, Jr.           | Artista de circo de en el espectáculo de Tiny Man | [ 12 ]      |
| 1924 | Sweet Daddy           | Hija                                              | [ 12 ]      |
| 1924 | The Fortieth Door     |                                                   | [ 12 ]      |
| 1924 | The Sun Down Limited  | Pasajera del tren                                 | [ 13 ]      |
| 1924 | Going to Congress     | Niña                                              | [ 12 ]      |
| 1924 | Fast Company          | Niña                                              | [ 13 ]      |
| 1925 | Excuse Me             |                                                   | [ 12 ]      |
| 1925 | The Family Entrance   | Hija                                              | [ 12 ]      |
| 1925 | Webs of Steel         | Hija de McGregor sin madre                        | [ 13 ]      |
| 1925 | The Lost Express      | Alice Standish                                    | [ 12 ]      |
| 1925 | Hell's Highroad       |                                                   | [ 12 ]      |
| 1925 | The Dark Angel        | Niña que lanza flores                             | [ 12 ]      |
| 1925 | Thank You             |                                                   | [ 12 ]      |
| 1925 | His Wooden Wedding    | Hija de Fantasía                                  | [ 12 ]      |
| 1926 | Thundering Fleas      | Niña que lanza flores durante una boda            | [ 13 ]      |
| 1927 | Surrender             | Niña judía                                        | [ 12 ]      |
| 1927 | The Forbidden Woman   | Niña árabe                                        | [ 12 ]      |
| 1927 | Uncle Tom's Cabin     | Pequeño Harry                                     | [ 13 ]      |
| 1927 | Little Mickey Grogan  | Susan Dale                                        | [ 13 ]      |
| 1937 | Hollywood Party       | Dúo de Bailarinas                                 | [ 12 ]      |
| 1941 | City of Missing Girls | Artista de Club nocturno                          | [ 12 ]      |
| 1943 | Top Man               | Bailarina                                         | [ 12 ]      |
| 1943 | Mister Big            | Bailarina                                         | [ 12 ]      |
| 1944 | Gaslight              | Joven                                             | [ 12 ]      |
| 1945 | Patrick the Great     | Bailarina                                         | [ 12 ]      |